# Jakuszewo (rejon charowski)
Jakuszewo (ros. Якушево) – wieś w Rosji, w rejonie charowskim obwodu wołogodzkiego. W 2010 r. liczyła 4 mieszkańców.